# Maternidad y creación: lecturas esenciales
Mother Reader: Essential Writings on Motherhood, traducido en castellano como Maternidad y creación: lecturas esenciales es una antología de textos acerca de la maternidad editada por artista canadiense Moyra Davey.

## Descripción
Davey escribió que había leído muchos de los trabajos de la antología después del nacimiento de su hija “para romper el aislamiento, inspirarse para seguir hacia adelante y hacerlo mejor, por la satisfacción de ver mi propia experiencia reflejada tan vívidamente…y por el incomparable placer de disfrutar de una literatura extraordinaria.”

## Contribuciones
Las contribuciones de la antología incluyen textos de Margaret Atwood, Susan Bee, Rosellen Brown, Myrel Chernick, Lydia Davis, Buchi Emecheta, Annie Ernaux, Mary Gaitskill, Susan Griffin, Nancy Huston, Mary Kelly, Jane Lazarre, Ursula Le Guin, Doris Lessing, Ellen McMahon, Margaret Mead, Vivian Montgomery, Toni Morrison, Tillie Olsen, Alicia Ostriker, Grace Paley, Sylvia Plath, Adrienne Rich, Sara Ruddick, Lynda Schor, Mira Schor, Dena Schottenkirk, Mona Simpson, Elizabeth Smart, Joan Snyder, Elke Solomon, Susan Rubin Suleiman, Alice Walker, Joy Williams, Martha Wilson, Barbara Zucker.